# Cardiocephalus longicollis
Cardiocephalus longicollis är en plattmaskart. Cardiocephalus longicollis ingår i släktet Cardiocephalus och familjen Strigeidae. Inga underarter finns listade i Catalogue of Life.